# Filisparsa gracilis
Filisparsa gracilis är en mossdjursart som beskrevs av Brood 1976. Filisparsa gracilis ingår i släktet Filisparsa och familjen Oncousoeciidae. Inga underarter finns listade i Catalogue of Life.